# 吖啶橙
吖啶橙呈橙色，粉末状。溶于水、乙醇。溶液为橙黄色带绿色荧光。pH值为8.4～10.4则无荧光。商品名GoldView的中国产琼脂糖凝胶电泳核酸染料主要成份就是吖啶橙，并非“溴化乙锭的安全替代品”。

## 安全性
能镶嵌于两个相邻的碱基对之间，使部分双螺旋DNA松开，该两个碱基对的距离拉大一倍。这样的DNA复制过程中，会使DNA链增加或缺失一个碱基，造成移码突变。

## 定义
可与核酸亲和的荧光活体染料。荧光显微镜下核呈绿色，细胞质呈黄色。

## 主要用途
用作荧光指示剂，肿瘤细胞及细菌、核酸染色剂及移码突变的诱变剂。吖啶橙是一种荧光色素，吖啶橙激发滤光片波长488nm。阻断滤光片波长515nm。吖啶橙与细胞中DNA和RNA结合量存在差别，可发出不同颜色的荧光（即着色特异性），这是由于DNA是个高度聚合物，吸收荧光物质的位置较少，发绿色荧光，而RNA聚合度低，能和荧光物质结合的位置多，故发红色荧光。